# Macrojoppa elegans
Macrojoppa elegans är en stekelart som först beskrevs av Brulle 1846.  Macrojoppa elegans ingår i släktet Macrojoppa och familjen brokparasitsteklar. Inga underarter finns listade i Catalogue of Life.